# آنا گزیرا
آنا گزیرا (لهستانی: Anna Gzyra؛ زادهٔ ۳ اکتبر ۱۹۸۴) بازیگر و صداپیشه اهل لهستان است.
از فیلم‌ها یا مجموعه‌های تلویزیونی که وی در آن‌ها نقش داشته‌است، می‌توان به فردا به سینما می‌رویم، کلبه جنگلی، عشق اول، مجرد، دوستان، هتل ۵۲، در خوشی و سختی، مادران، در خیابان سپولنی و ع چون عشق اشاره نمود.